# Oda
Oda (grško, pesem, petje), je žalostinka in slavnostna pesem, ki jo poje pevski zbor. Celtis in de Ronsard so oblikovali moderni pojem ode.

## Znani avtorji
- Klopstock
- Hölderlin
- von Platen
- Ludwig van Beethoven